# 27 ذو القعدة
- السبت
- الأحد
- الاثنين
- الثلاثاء
- الأربعاء
- الخميس
- الجمعة

- 2826 أبريل 2025
- 2927 أبريل 2025
- 3028 أبريل 2025
- 129 أبريل 2025
- 230 أبريل 2025
- 31 مايو 2025
- 42 مايو 2025
- 53 مايو 2025
- 64 مايو 2025
- 75 مايو 2025
- 86 مايو 2025
- 97 مايو 2025
- 108 مايو 2025
- 119 مايو 2025
- 1210 مايو 2025
- 1311 مايو 2025
- 1412 مايو 2025
- 1513 مايو 2025
- 1614 مايو 2025
- 1715 مايو 2025
- 1816 مايو 2025
- 1917 مايو 2025
- 2018 مايو 2025
- 2119 مايو 2025
- 2220 مايو 2025
- 2321 مايو 2025
- 2422 مايو 2025
- 2523 مايو 2025
- 2624 مايو 2025
- 2725 مايو 2025
- 2826 مايو 2025
- 2927 مايو 2025
- 128 مايو 2025
- 229 مايو 2025
- 330 مايو 2025

27 ذو القعدة أو 27 ذو القعدة الحرام أو يوم 27 \ 11 (اليوم السابع والعشرون من الشهر الحادي عشر) هو اليوم الثاني والعشرون بعد الثلاثمائة (322) من أيَّام السنة (أو الثالث والعشرون بعد الثلاثمائة لو كان شهر رمضان مُتممًا لليوم الثلاثين أو الرابع والعشرون بعد الثلاثمائة لو أتم كلاً من صفر وربيع الآخر وجمادى الآخرة وشعبان ورمضان ثلاثين يوماً) وفق التقويم الهجري القمري (العربي). يبقى بعده 32 أو 33 يومًا لانتهاء السنة.

## أحداث
- 8 هـ - الرسول محمد يدخل المدينة المنورة راجعاً من غزوة الطائف التي غزاها بعد غزوة حنين.
- 9 هـ - الرسول محمد يرسل أبا بكر ليحج بالناس، فخرج في ثلاثمئة رجل من المدينة، وقيل أنه لما سافر نزل الوحي على الرسول بأوائل سورة التوبة فأرسل بها عليًا ليبلغها للناس في يوم الحج الأكبر، وقيل أيضًا أن الرسول أعطى أوائل سورة التوبة إلى أبي بكر، وأمره بقراءتها وتبليغها إلى قريش، فلما كان بذي الحليفة أرسل النبي في أثره عليًا، فأدركه بالمرج فأخذها منه بناءً على توصية الرسول: «لا يبلغ عني إلا رجل مني».
- 488 هـ - البابا أوربانوس الثاني يلقي خطبته الشهيرة في فرنسا والتي على إثرها بدأت الحروب الصليبية على بلاد المسلمين.
- 654 هـ - هولاكو خان يستولي على معقل الحشاشين في ألموت ويدمر قلعتهم.
- 1039 هـ - الجيش العثماني بقيادة خسرو باشا يستولي على مدينة همدان، الواقعة على بعد 250 كيلومتر جنوي غرب طهران.
- 1214 هـ - استسلام الثائرين من أهالي مصر في ثورة القاهرة الثانية وذلك بعد أن سلط عليهم الجنرال كليبر مدافعه وأحرق أحياء القاهرة.
- 1318 هـ - نشوب معركة الصريف بين الشيخ عبد العزيز الرشيد وأهالي حائل وقبيلة شمر من جهة، وبين الشيخ مبارك الصباح والأمير عبد العزيز بن سعود وغالبية قبائل الجزيرة العربية من جهة أخرى.
- 1326 هـ - افتتاح الجامعة المصرية الأهلية رسميًّا برئاسة الأمير أحمد فؤاد، وكانت البدايات الأولى لها متواضعة، ثم أخذت في الرقي نتيجة دعم كثير من المؤسسات والأفراد لها، ثم تحولت الجامعة إلى جامعة حكومية سنة 1344هـ باسم الجامعة المصرية، وهي التي تُعرف الآن بجامعة القاهرة.
- 1328 هـ - صدور مجلة «العروس» في دمشق، وهي أول مجلة نسائية تصدر في سوريا، لصاحبتها «ماري عبده»، وكانت مجلة شهرية توقفت عن الصدور أثناء الحرب العالمية الأولى، ثم صدرت مرة أخرى عند انتهاء الحرب.
- 1331 هـ - حاكم الكويت الشيخ مبارك الصباح يمنح بريطانيا امتياز استخراج البترول.
- 1366 هـ - إعلان الولايات المتحدة تأييدها لقرار الجمعية العامة للأمم المتحدة بتقسيم فلسطين إلى دولة عربية وأخرى يهودية، تمشيًا مع توصيات أغلبية اللجنة التي شكلتها لبحث قضية فلسطين، وتقرر أن توضع القدس تحت وصاية الأمم المتحدة.
- 1373 هـ - التوقيع بالأحرف الأولى عن اتفاقية الجلاء البريطاني عن مصر.
- 1378 هـ - استقلال سنغافورة عن المملكة المتحدة.
- 1381 هـ - فرنسا تجري أولى تجاربها النووية في الصحراء الكبرى في الجزائر.
- 1393 هـ - عقد مؤتمر جنيف برعاية الأمم المتحدة والولايات المتحدة والاتحاد السوفيتي وحضور مصر والأردن وإسرائيل.
- 1394 هـ - لجنة تصفية الاستعمار التابعة للأمم المتحدة تعرض قضية الصحراء الغربية على محكمة العدل الدولية.
- 1402 هـ - إسرائيل تحتل العاصمة اللبنانية بيروت بشكل كامل في أعقاب اغتيال الرئيس المنتخب بشير الجميل.
- 1409 هـ - الجبهة الإسلامية القومية في السودان تنقلب على النظام الديمقراطي التعددي.
- 1435 هـ - التوقيع على اتفاق السلم والشراكة الوطنية بين جماعة أنصار الله "الحوثيون" والحكومة اليمنية لإنهاء الاحتجاجات الحوثية.

## مواليد
- 1322 هـ - زكي نجيب محمود، مفكر وفيلسوف مصري.
- 1336 هـ - محمود الشريف، ملحن مصري.
- 1346 هـ - أحمد العسال، عالم وداعية إسلامي مصري.
- 1356 هـ - نبيه بري، رئيس مجلس النواب اللبناني.
- 1388 هـ - فاطمة الحوسني، ممثلة إماراتية.
- 1396 هـ - منى زكي، ممثلة مصرية.
- 1403 هـ - منة فضالي، ممثلة مصرية.
- 1406 هـ - وليد جاسم، لاعب كرة قدم قطري.
- 1408 هـ - حسين الموسوي، لاعب كرة قدم كويتي.

## وفيات
- 689 هـ - المنصور قلاوون، سلطان مملوكي.
- 1377 هـ - أحمد محمد شاكر، عالم دين مصري.
- 1383 هـ - صالحة قاصين، ممثلة مصرية.
- 1422 هـ - عنتر زوابري، أمير الجماعة الإسلامية المسلحة في الجزائر.
- 1436 هـ - أنطوان لحد، قائد جيش لُبنان الجنوبي العميل لِإسرائيل خِلال فترة احتلالها جنوب لُبنان.
- 1441 هـ - محمد أحمد الظاهر، كاتب وشاعر أردني - فلسطيني.

## وصلات خارجية
- موقع قصة الإسلام: حدث في شهر ذو القعدة.